# Taxus florinii
Taxus florinii — вид хвойних дерев родини Podocarpaceae. Батьківщиною цього виду є Китай (пд.-зх. Сичуань, пн.-зх. Юньнань).